# Neolalage banksiana
El monarca de las Banks (Neolalage banksiana) es una especie de ave paseriforme de la familia Monarchidae endémica de Vanuatu. Es la única especie del género Neolalage.

## Distribución y hábitat
Es endémica de las islas Banks pertenecientes a Vanuatu, donde su hábitat natural son los bosques tropicales húmedos de zonas bajas.